# Újpesti TE
Újpesti TE (ungerska: Újpesti Torna Egylet, ungefär Újpestis gymnastikförbund) är en sportklubb från Újpest, Ungern. Klubben grundades 1885. Den är en av Ungerns mest framgångsrika inom flera sporter. Dess herrfotbollslag, som sedan 1925 spelar under namnet Újpest FC, har blivit ungerska mästare 20 gånger och vunnit ungerska cupen 11 gånger. 
På individuell nivå har dess medlemmar vunnit 46 guld vid olympiska spelen, under 2000-talet har Krisztián Berki (gymnastik, 2012), Danuta Kozák (kanot, 2016) och Sándor Tótka (kanot, 2020) vunnit guld.

## Sektioner

### Ishockey
Herrishockeysektionen har blivit ungerska mästare tretton gånger (1958, 1960, 1965-1966, 1968-1970, 1982-1983 och 1985-1988).

### Kanot
Kanotsektionen grundades 1949 och flera av dess aktiva har tagit medalj vid olympiska spelen.

### Vattenpolo
Klubbens vattenpololag har blivit ungerska mästare 26 gånger (1930-1939, 1941-1942, 1945-1946, 1948, 1950-1952, 1955, 1960, 1967, 1986, 1991, 1993-1995). Det lade ner verksamheten 2011.

### Volleyboll
Volleybollsektionen grundades 1947. Herrlaget har blivit ungerska mästare tretton gånger (1955, 1957-1963, 1971-1972, 1975 och 1990-1991), medan damlaget har blivit ungerska mästare tio gånger (1993-1968, 1970, 1986, 1987 och 1990).